# Ligne de Lussac-les-Châteaux à Saint-Saviol
La ligne de Lussac-les-Châteaux à Saint-Saviol est une ancienne ligne ferroviaire française à écartement standard et à voie unique non électrifiée de la région Poitou-Charentes. Elle reliait l'axe de Paris à Bordeaux à l'axe Poitiers - Limoges.

## Histoire
La ligne a été déclarée d'utilité publique sous l'intitulé « de Civray à Lussac » par une loi le 7 avril 1879.
La ligne est concédée à titre définitif par l'État à la Compagnie du chemin de fer de Paris à Orléans, par une convention signée entre le ministre des Travaux publics et la compagnie, le 28 juin 1883. Cette convention est approuvée par une loi, le 20 novembre suivant.

## État actuel de la ligne
La ligne est en grande partie déclassée aujourd'hui. Seule une petite partie sur 500 mètres existe encore aujourd'hui afin de permettre la desserte d'un silo à Saint-Saviol. La voie existe encore entre Saint-Saviol et Civray, mais la portion n'est plus en service marchandise depuis 2015. La voie est déposée sur le reste de la ligne.
Les traces de l'ancienne ligne ont presque disparu de Charroux à L'Isle-Jourdain. De l'Isle-Jourdain à Lussac-les-Châteaux, l'ancienne ligne est un chemin praticable à VTT, plus ou moins à VTC.

## Galerie

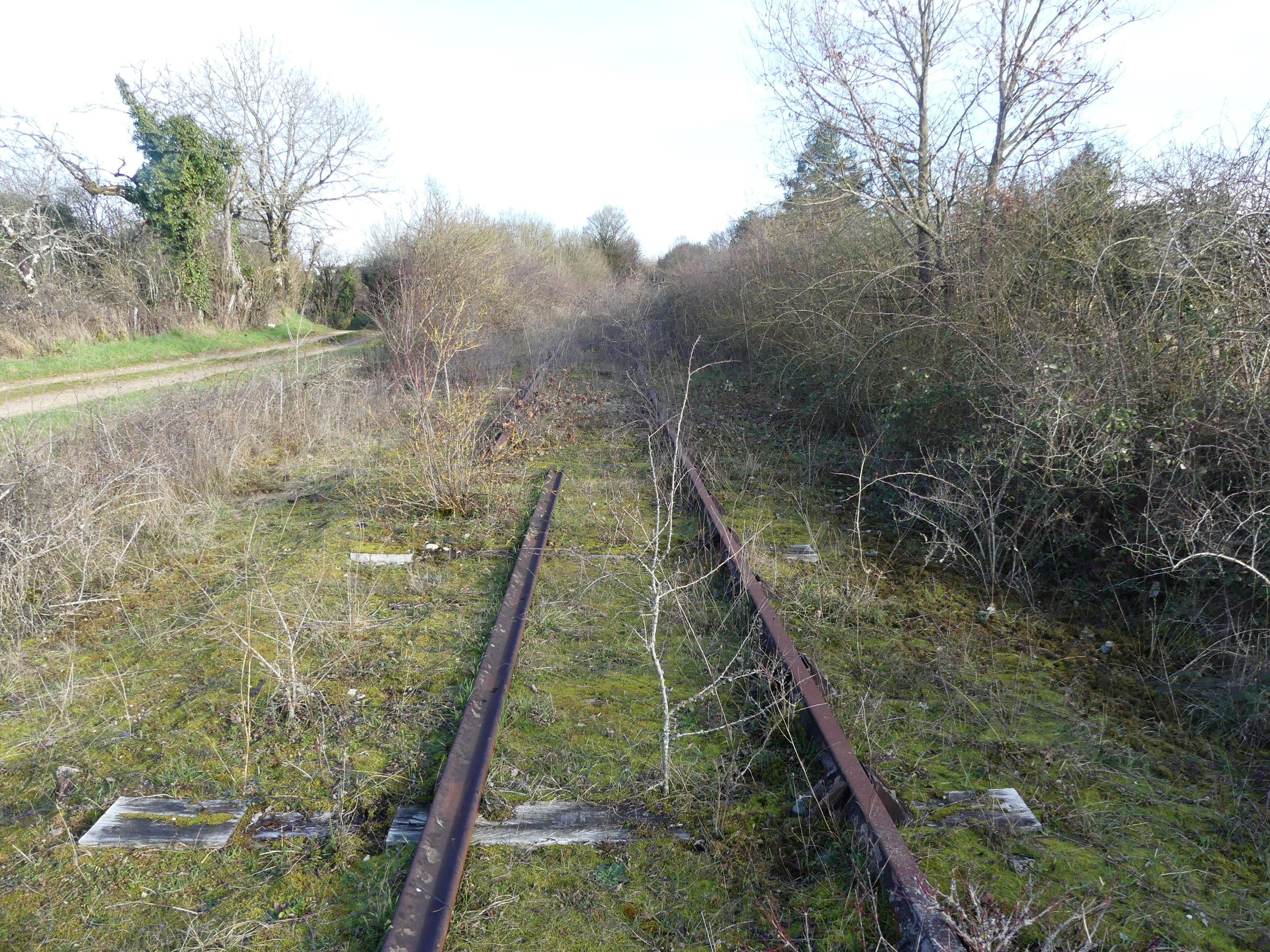
Tronçon désaffecté à Saint-Pierre-d'Exideuil.
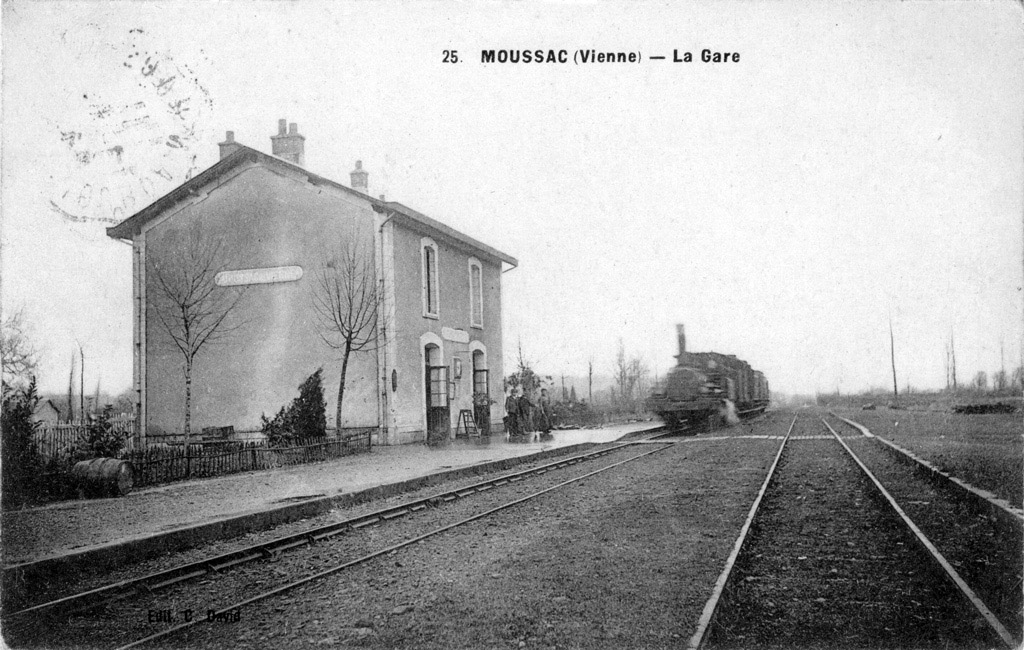
La gare de Moussac (fin XIXe début XXe siècle).